# Cony Ferrara
Cony Ferrara / Aniko / Anna Corvi / Liza született Jenei Anikó (Budapest, 1982. augusztus 16. –) magyar származású pornószínésznő. 18 évesen kezdte el a "szakmáját". Születésnapi fellépéseket csinál, legénybúcsúban, sztriptíz showkban lép fel. 92 cm-es mellbősége, 94 cm-es csípőbősége van, 168 cm magas. Christina Bella, Victoria Swinger sokszor szerepelnek mellette. Cony Ferrara, lett a legjobb magyar pornószínésznő a 2005-ös évben a Tom Média által szervezett díjátadáson a közönségszavazatok alapján. A Pornó Oszkárt 2002 óta adják át. 2004-ben a Szexkorona díjkiosztó gálán a legjobb szexjelenetért járó díjat kapta meg a színésznő.

## Filmjei
| 1. Crack Addict (2006) (V) 2. The Joy of Obeying (2006) (V) 1. Private X-treme 21: Anal Fuckathon (2005) (V) (as Liza) 2. All You Can Eat 2 (2005) (V) 3. Asses on Fire (2005) (V) 4. Blistering Blowjobs 3 (2005) (V) 5. Passion (2005) (V) 1. Assman 26 (2004) (V) 2. Cluster Bang 2 (2004) (V) 3. Holes and Whores 2 (2004) (V) 4. The Incredible Gulp 2 (2004) (V) 5. Take Me Ass I Am! (2004) (V) (mint Cony Ferrara) | 1. The Best by Private 49: I Want to Fuck You… in the Kitchen (2003) (V) 2. E.R. Sluts (2003) (V) 1. Hustler: Anal Intensive 1 (2002) (V) 2. The Best by Private 33: Anal Intruders (2002) (V) 3. Cervello tra le gambe, Il (2002) (V) (mint Anna Corvi) 4. È nata una stella (2002) (V) (as Anna Corvi) 5. Giocattolo di carne (2002) (V) (as Anna Corvi) …. Anna 6. Onorevole, L' (2002) (V) (as Anna Corvi) …. Monica 7. Perceptions (2002) (V) (as Aniko) Precious Pink, Body Business No. 2 (2001) (V) |